# LBV 1806-20
Désignations
LBV 1806-20 est une étoile variable lumineuse bleue qui fait partie de la famille des hypergéantes. Elle fut découverte par l'astronome  Stephen Eikenberry, de l'université de Californie, en janvier 2004. Lors de sa découverte, LBV 1806-20 était considérée à la fois comme l'étoile la plus lumineuse et la plus massive connue (aujourd'hui détrônée par R136a1). Elle serait 2 millions de fois plus lumineuse que le Soleil, ce qui en fait l'une des étoiles les plus lumineuses de la Voie lactée.

## Localisation
LBV 1806-20 est située dans le cœur de la nébuleuse G10.0-0.3, elle est membre de l'amas ouvert 1806-20, lui-même contenu dans W31 (en), l'une des plus grandes régions HII de la Voie lactée.

## Spectre
Le type spectral de LBV 1806-20 est incertain et probablement variable. Il serait compris entre O9 et B2 d'après les analyses de la largeur équivalente des raies infrarouges d'hélium émises.

## Binarité
Compte tenu des raies doubles d'hélium, de l'inconsistance de sa masse, de sa luminosité et de l'estimation de son âge, on a supposé que LBV 1806-20 était un système binaire, mais les raies d'émission sont simples, donc il semble que ce ne soit qu'une seule étoile massive avec des vents stellaires denses, elle serait alors une étoile variable lumineuse bleue.